# Ricardo Echeverría (bokser)
Ricardo Echeverría – kubański bokser, złoty medalista igrzysk Ameryki Środkowej i Karaibów z roku 1986.

## Kariera
W lipcu 1986 roku Echeverría zdobył złoty medal na igrzyskach panamerykańskich, rywalizując w kategorii koguciej. W ćwierćfinale pokonał na punkty reprezentanta Gujany Robina Davida, awansując do półfinału. W półfinale pokonał na punkty Wenezuelczyka Ramóna Guzmána, awansując do finału wraz z Dominikańczykiem Alberto Morillo. Finałowy pojedynek zakończył się zwycięstwem Kubańczyka przed czasem.